# Hroar Stjernen
Hroar Stjernen, född 11 februari 1961 i Sprova i dåvarande Beitstad kommun (sedan 1964 Steinkjer kommun) i Nord-Trøndelag fylke, är en norsk tidigare backhoppare och nuvarande idrottsledare. Han representerade Sprova Idrettslag och Trønderhopp.

## Karriär
Hroar Stjernen debuterade internationellt i världscupen 21 januari 1984 i normalbacken i Sapporo i Japan. Han startade i tysk-österrikiska backhopparveckan säsongen 1984/1985. Där vann han avslutningstävlingen i Paul-Ausserleitner-Schanze i Bischofshofen i Österrike 6 januari 1985. Han blev också nummer fyra i nyårstävlingen i Große Olympiaschanze i Garmisch-Partenkirchen. Sammanlagt blev han nummer 9 säsongen 1984/1985. (Jens Weissflog från Östtyskland vann före Matti Nykänen från Finland och landsmannen Klaus Ostwald.) Säsongen 1985/1986 blev Stjernen nummer 4 sammanlagt i backhopparveckan. Han blev bland annat nummer två i deltävlingen i Innsbruck. Totalt var han 37,2 poäng sammanlagt efter segraren Ernst Vettori från Österrike och 4,7 poäng från en plats på prispallen. Hroar Stjernen blev även nummer två i deltävlingen i Innsbruck säsongen efter.
Stjernen deltog i Skid-VM 1985 i Seefeld in Tirol i Österrike. Han blev nummer 36 i normalbacken och nummer 10 i stora backen. Under Skid-VM 1987 i Oberstdorf i Västtyskland. Där blev han nummer 38 i stora backen. I lagtävlingen vann Stjernen en silvermedalj tillsammans med Ole Christian Eidhammer, Ole Gunnar Fidjestøl och Vegard Opaas. I normalbacken blev Stjernen nummer fyra, 8,9 poäng efter segrande Jiří Parma från Tjeckoslovakien och 0,3 poäng från en bronsmedalj.
Roar Stjernen avslutade sin backhoppningskarriär 1989

## Senare karriär
Efter avslutad aktiv idrottskarriär har Hroar Stjernen bland annat varit verksam som backhoppningstränare. Han var en period förbundskapten för norska backhoppningslandslaget och avgick januari 2002 efter en rad dåliga resultat för de norska backhopparna. Från 1 april 2012 är Hroar Stjernen VD i Rosenborg BK (fotbollsklubb i Trondheim).